# 沈茂成
沈茂成（1934年—），男，四川崇庆人，中华人民共和国政治人物，曾任中华人民共和国林业部副部长，第九届全国政协委员。